# Kalanchoe deficiens
Kalanchoe deficiens är en fetbladsväxtart som först beskrevs av Forsskål, och fick sitt nu gällande namn av Paul Friedrich August Ascherson och Georg August Schweinfurth. Kalanchoe deficiens ingår i släktet Kalanchoe och familjen fetbladsväxter. Utöver nominatformen finns också underarten K. d. glabra.